# Apatura sari
Apatura sari är en fjärilsart som beskrevs av Heslop 1961. Apatura sari ingår i släktet Apatura och familjen praktfjärilar. Inga underarter finns listade i Catalogue of Life.